# Yeezus
Yeezus este al șaselea album al rapper-ului și producătorului american Kanye West. A fost lansat la 18 iunie 2013, prin casele de discuri Def Jam Recordings și Roc-A-Fella Records. West a adunat artiști și colaboratori apropiați pentru producție, printre care Mike Dean, Daft Punk, Noah Goldstien, Arca, Hudson Mohawke și Travis Scott. Pe album apar și vocaliști precum Justin Vernon, Chief Keef, Kid Cudi, Assassin, King L, Charlie Wilson și Frank Ocean.
Cu cinsprezece zile înainte de lansare, West i-a cerut ajutorul producătorului Rick Rubin, în favoarea unei abordări mai minimaliste. Albumul a fost caracterizat ca fiind cel mai experimental și abraziv al lui West. Se inspiră dintr-o selecție de genuri muzicale, precum muzica industrială, acid house, electro, punk și Chicago drill. Utilizarea neobișnuită de fragmente muzicale din alte cântece apare de asemenea, precum pe cântecul „Blood on the Leaves”, care conține un fragment din cântecul „Strange Fruit”, interpretat în 1965 de Nina Simone.
Albumul nu a beneficiat de o copertă, ediția fizică pe CD fiind lansată într-o cutie transparentă, pe care este lipită o bucată de bandă roșie și apar creditele. Promovarea inițială a albumului a inclus proiecții video la nivel mondial și interpretări în direct la televizor. West a lansat două single-uri de pe album; „Black Skinhead” în iulie 2013 și „Bound 2” luna următoare. Lansarea a coincis cu cea a albumului Born Sinner al rapper-ului J.Cole, care a fost mutată înapoi cu o săptămână, pentru a coincide cu lansarea albumului Yeezus, pornind speculații privind care album va vinde mai multe unități.
Yeezus a fost aclamat de critici, mulți numind albumul cel mai bun al lui West și lăudând direcția artistică a acestuia. Răspunsul din partea publicului a fost divizat. Cu toate acestea, albumul a fost nominalizat pentru premiul Best Rap Album la premiile Grammy din 2014. Albumul a debutat pe primul loc în topul Billboard 200 din Statele Unite, cu vânzări de 327.000 de unități în prima săptămână după lansare. În același timp a fost pe primele locuri în topuri în Australia, Canada, Danemarca, Noua Zeelandă, Rusia și Regatul Unit. A primit discul de platină din partea Recording Industry Association of America (RIAA) și a fost numit de mai multe publicații unul dintre cele mai bune albume al anilor 2010, printre care și revista Rolling Stone, care l-a inclus în Lista celor mai bune 500 de albume ale tuturor timpurilor în 2020, pe poziția 269.

## Istoric

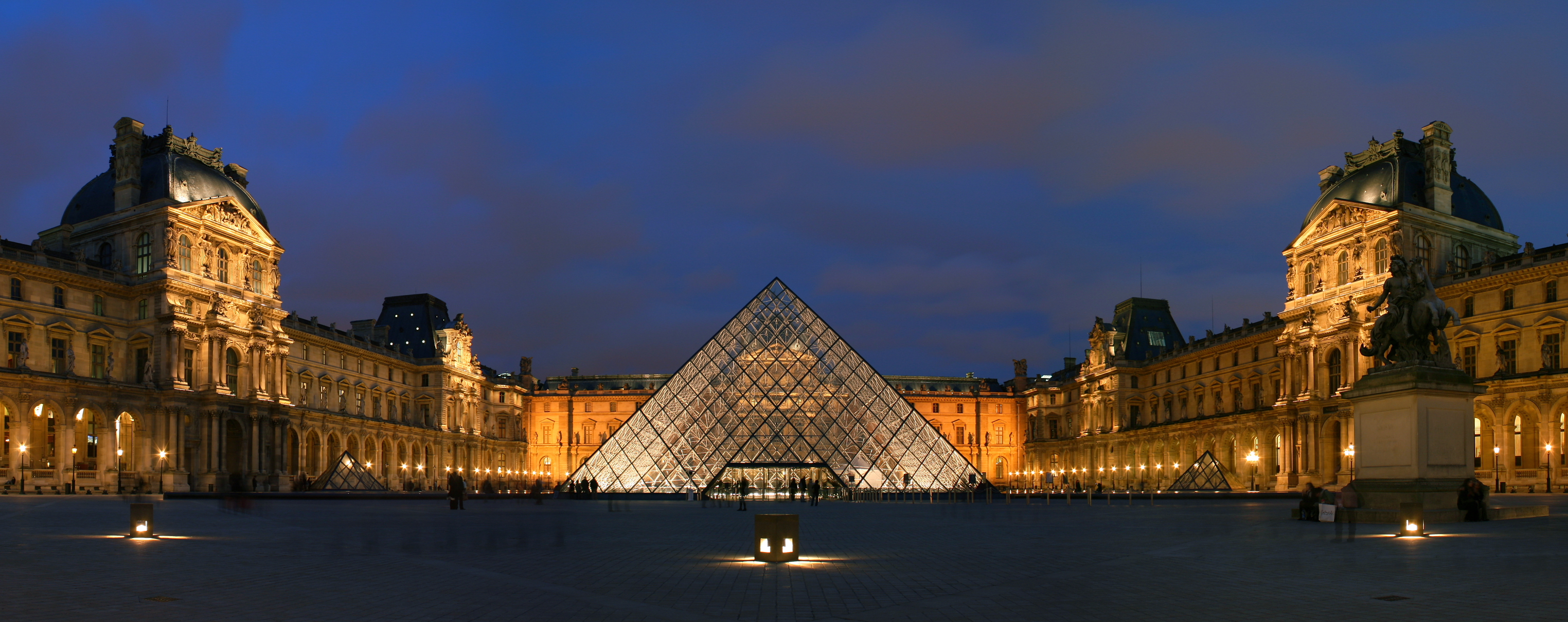
West a început să lucreze la Yeezus la apartamentul său personal din Paris, și a vizitat Muzeul Luvru (în imagine) pentru inspirație.

După lansarea celui de-al cincilea album, My Beautiful Dark Twisted Fantasy (2010), West a colaborat cu prietenul său Jay-Z la albumul Watch the Throne (2011). În iulie 2012, producătorul No I.D. a dezvăluit că lucra pe al șaselea album de studio al lui West și că acesta va fi lansat după Cruel Summer (2012), un album compilație al membrilor casei de discuri al lui West, GOOD Music. Pentru albumul Yeezus, West a recrutat mai mulți colaboratori, printre care Kid Cudi, Charlie Wilson, S1, The Heatmakerz, Mike Dean, Hudson Mohawke, Skrillex, Young Chop, Chief Keef, Frank Ocean, Odd Future, Travis Scott, The-Dream, Cyhi The Prynce, Malik Yusef, King L, John Legend, James Blake, RZA, Mase și Pusha T. Albumul are parte de interpretări vocale adiționale de la Justin Vernon, Frank Ocean, Kid Cudi, Chief Keef, King L, Assassin și Charlie Wilson.
West a fost influențat în principal de designul și arhitectura minimaliste în timpul producției Yeezus, și a vizitat o expoziție de mobilier la Muzeul Luvru de cinci ori. O lampă Le Corbusier a fost „cea mai mare inspirație” a sa. West a lucrat îndeaproape cu arhitecta Oana Stănescu și a făcut „excursii” la casele Le Corbusier. Fascinat de comentariile Oanei Stănescu vizavi de alegerile neobișnuite de design ale lui Corbusier, West a aplicat situația în propria sa viață, simțind că „vizionarii pot fi neînțeleși de cei neiluminați”. West s-a întâlnit de asemenea cu arhitectul Joseph Dirand și designerul de interior belgian Axel Vervoordt, și i-au fost livrate la apartament „lămpi Le Corbusier rare, scaune Pierre Jeanneret și jurnale obscure din Elveția”. West a dorit și o influență a orașului natal pe album, așa că a ascultat muzică house din anii 1980, muzică asociată cu orașul său natal, Chicago. Filmul The Holy Mountain de Alejandro Jodorowsky a fost de asemenea o inspirație pentru album. Albumul a fost intitulat original Thank God for Drugs.

## Înregistrare și producție

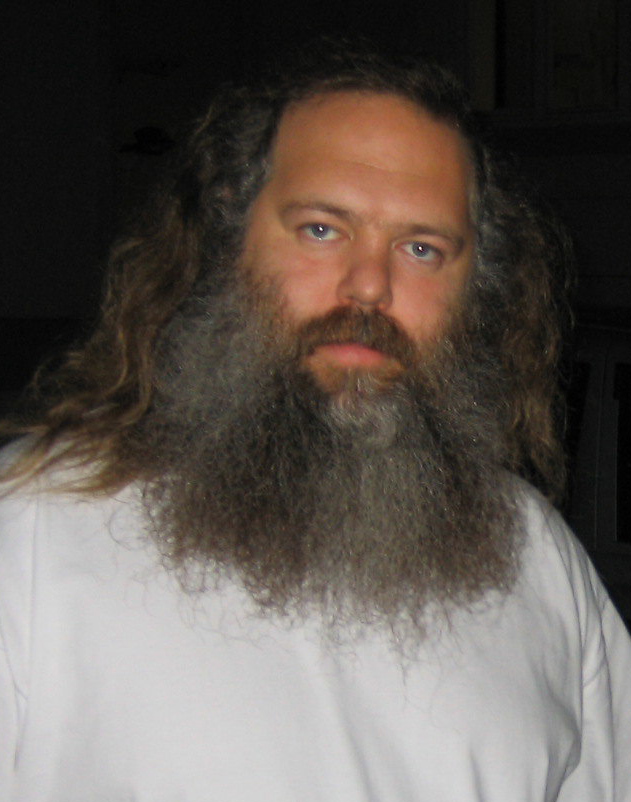
West l-a ales pe cofondatorul Def Jam Recordings, Rick Rubin, ca producător executiv al albumului.

În 2012, West a început înregistrarea celui de-al șaselea album, împreună cu alți colaboratori, printre care No I.D. și DJ Khaled. Primele înregistrări au fost făcute în ianuarie 2013, în sufrageria apartamentului personal dintr-un hotel din Paris, menționat în creditele albumului drept „Hotelul Fără Nume”. West a păstrat compozițiile simple pentru a putea auzi piesele mai clar; prea mult bas sau prea multă complexitate ar fi copleșit acustica slabă a camerei. Ritmurile emanate din mansardă, care uneori erau auzite peste noapte, au adus plângeri din partea vecinilor. Au apărut zvonuri conform cărora West și Kim Kardashian, pe atunci iubita lui, s-ar fi mutat la apartament pentru ca West să lucreze la album.
Atmosfera din studio a fost descrisă de colaboratorul Evian Christ ca fiind „foarte concentrată”, West aducând din nou mai mulți colaboratori apropiați. Producătorul Hudson Mohawke a remarcat atmosfera de „grup” a sesiunilor de înregistrare, în care mai mulți contributori lucrau la părți similare. Tuturor celor implicați le-a fost dat un cântec la care să lucreze și pe care să-l aducă înapoi ziua următoare pentru critică, un proces pe care Anthony Kilhoffer l-a comparat cu un curs de artă. Producătoarea Arca a descris că inițial că i s-a cerut să-i trimită muzică lui West, remarcând că i-a trimis intenționat cele mai ciudate compoziții pe care le avea, West fiind entuziasmat. Descriind stilul colaborativ al lui West, Arca a declarat: „A fost un proces lung pentru design, asemănător cu rezolvarea de ghicitori. Dacă un cântec cerea ceva agresiv, trei sau patru oameni ar fi avut de găsit cea mai bună soluție pentru ce ar fi fost mai bun pe moment. Toată lumea ar fi abordat chestiunea în moduri diferite, și, la final, totul ar fi fost editat de Kanye însuși.”

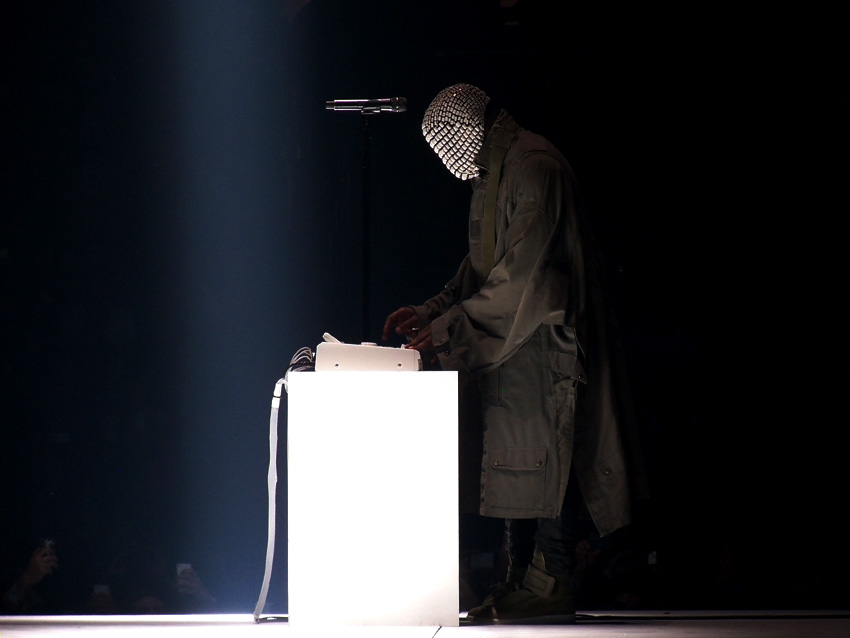
Producția albumului este caracterizată drept „brută” și „întunecată”. West a păstrat o abordare minimalistă, continuând să folosească și fragmente muzicale.

Hotărât să „submineze factorul comercial”, mai multe cântece au fost eliminate de pe produsul final pentru că au fost considerate prea melodice sau mai asemănătoare cu materialele anterioare ale lui West.
West a setat parametri privind sunetul și stilul, insistând că nu vor fi sunete asemănătoare stilului dubstep. Procesul de înregistrare al albumului a fost descris ca fiind „foarte brut” de către Thomas Bangalter de la duo-ul de muzică electronică francez Daft Punk, care a produs patru cântece de pe album. În timp ce albumele anterioare, în special Dark Fantasy, au consumat mult timp în studio, Yeezus a fost descris de Kilhoffer ca fiind „cea mai rapidă înregistrare pe care am făcut-o”. În mai 2013, directorii de la Def Jam au ascultat „produsul final” (care ajunge mai târziu să fie schimbat), descriind albumul drept „întunecat”. Muzicianul american Travis Scott a susținut că toate fragmentele pe care le-a auzit de pe album au fost din „anul 3000”.
Scriitorul Christopher Bagley, de la revista W, susținea că procesul creativ al lui West era aproape perfecționist. În martie 2013, West i-a descris albumul lui Bagley ca fiind aproape complet, doar ca să revizuie declarația o lună mai târziu, susținând că „[albumul este] doar 30% complet”. West a făcut mai multe schimbări de ultim moment albumului, fiind ajutat de cofondatorul Def Jam Recordings, Rick Rubin, ca producător executiv pentru înregistrările suplimentare făcute cu câteva zile înainte de lansare; schimbările au presupus reînregistrarea completă a unor cântece sau rescrierea a întregi strofe. Produsul brut pe care Rubin l-a ascultat avea o durată de trei ore și jumătate. Ordinele lui West pentru Rubin au fost să ducă albumul într-o „direcție minimalistă”, uneori eliminând întregi elemente deja înregistrate. Într-un interviu la radio din septembrie 2013 cu DJ-ul Zane Lowe, West a declarat că Rubin „nu este un producător, ci un reductor”.
Timp de câteva zile în lunile mai-iunie 2013, West și „un grup de prieteni apropiați și colaboratori” s-au retras la studioul lui Rubin, Shangri-La, din Malibu, pentru a termina albumul. Rubin a crezut că este imposibil să respecte termenul limită, asta implicând muncă pentru multe ore, fără zile libere. West a intenționat ca albumul să aibă 16 cântece, până când Rubin a sugerat mai puține. Rubin a dat ca exemplu cântecul „Bound”, care era „un cântec R&B decent”, înainte ca West să înlocuiască fundalul muzical cu un fragment minimalist. Cu două zile înainte ca albumul să fie livrat casei de discuri, West a scris și cântat două cântece simultan cu înregistrarea altor trei, în doar două ore. Rubin i-a sugerat de asemenea să reducă cântecele de pe album de la 16 la 10, spunând că restul de piese pot fi folosite la o continuare.

## Muzică și compoziție

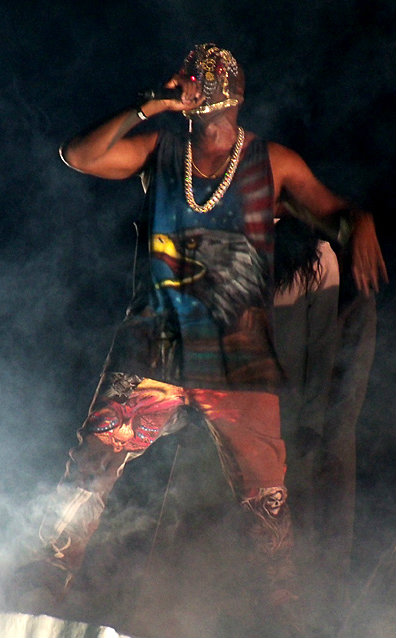
Descris drept cea mai experimentală lucrare a lui West, albumul se inspiră dintr-o selecție de genuri muzicale, precum muzica industrială, punk și hip hop.

Potrivit criticului Greg Kot, de la Chicago Tribune, Yeezus este un album „ostil, abraziv și intenționat neplăcut”, care combină „lumile” muzicale acid-house din Chicago din anii 1980, muzica Chicago drill din 2013, muzica industrială din anii 1990 și rap-ul alternativ al artiștilor precum Saul Williams, Death Grips și Odd Future. Publicațiile The Independent, Mass Appeal și The Village Voice au descris albumul ca fiind unul experimental, în timp ce Meagan Garvey de la The Outline l-a descris ca fiind „albumul industrial” al lui West. Revista Rolling Stone a descris albumul drept unul „extravagant”, numindu-l o „operă a rap-ului industrial”, în timp ce revista Vulture i-a dat titlul de „operă punk rap”. Criticul Ted Scheinman, de la Slant Magazine, a descris proiectul ca fiind „construit pe ritmuri extraterestre [....]”, scriind că West vine cu un nou concept asupra „noțiunii muzicii (sau zgomotului) care susține hip-hop-ul”. Potrivit lui Charles Aaron de la revista Spin, Yeezus este „un album hip hop, nu unul rap”, datorită modului în care sunetele și subiectele sunt montate împreună, și, deși ascultătorii pot auzi „punk” sau „post-punk”, sau „muzică industrială”, „hip-hop-ul a fost întotdeauna despre zgomot [......]”.
Albumul încorporează și elemente de muzică industrială și trap. Albumul „se aseamănă cel mai mult” cu perioada muzicii rock industriale din anii 1990, perioadă în care genul a avut un impact semnificativ în cultura populară, artiști precum Nine Inch Nails, Ministry sau Marilyn Manson fiind de succes. Scena industrială a creat „o comunitate globală vastă”, iar revista Esquire scoate în evidență că orașul Chicago, în care West a crescut, a fost unul dintre epicentrele genului.
Referindu-se la sunetul albumului, în septembrie 2013, West a declarat: „În rolul meu, [....], o să iau muzica și voi încerca să o fac tridimensională.... Nu sunt aici să fac muzică ușor de ascultat”. În același timp, West a declarat că rolul lui de artist este de „a sparge barierele, din punct de vedere sonor”. Mai târziu, West a descris sunetul albumului ca fiind „un protest față de muzică”.  
Albumul Yeezus este în primul rând electronic, cu sintetizatoare care sună de parcă ar fi defecte. Albumul încorporează erori care amintesc de CD-uri zgâriate sau fișiere MP3 corupte. Vocile, cu efectul Auto-Tune, sunt ajustate până în punctul în care sunt dificil de diferențiat. Esquire a dat cântecul „On Sight” ca exemplu al conexiunii albumului cu muzica electronică.
Yeezus continuă practica lui West de a folosi fragmente din alte cântece (sample-uri): acesta folosește un fragment indian obscur pe piesa „I Am a God”, și un fragment de la trupa rock maghiară Omega, pe piesa „New Slaves”. Piesa „On Sight” intercalează linia melodică de la cântecul „Sermon (He'll Give Us What We Really Need)”, interpretată de Holy Name of Mary Choral Family. Cu aproape o săptămână înainte de lansare, o echipă de avocați a fost forțată să găseacă directorul corului în partea de sud a orașului Chicago, pentru a obține aprobarea de a folosi fragmentul. Directorii de la Def Jam s-au îngrijorat, crezând că afacerea nu va fi gata la timp pentru termenul limită al albumului, iar producătorii au reînregistrat partea vocală cu un alt cor, fragmentul neputând fi obținut la timp.
Piesa „Bound 2” include fragmente din muzica soul și a fost descrisă drept singura piesă de pe album care aduce aminte de activitatea de început a lui West. „Bound”, un cântec din 1971, interpretat de grupul american de soul Ponderosa Twins Plus One, extras de pe albumul 2 + 2 + 1 = Ponderosa Twins Plus One, conține principalul fragment muzical folosit de West.
A treia piesă „I Am a God” a fost inspirată de „insulta” primită de West de la un designer de modă, care i-a spus că îl va invita pe West la o prezentare de modă cu condiția că acesta nu va participa la alte prezentări. Piesa „I'm In It” ar fi început cu o linie melodică diferită, dar West și Rubin au editat piesa. Piesa „Blood on the Leaves”, care conține un fragment din cântecul „Strange Fruit”, interpretat în 1965 de Nina Simone, a fost original prima piesă în listă, fiind un exemplu al stilului lui West în care acesta îmbină sacrul și profanul. Cântecul „Strange Fruit”, înregistrat pentru prima dată de Billie Holiday în 1939, a fost un protest față de violențele din Statele Unite, fiind considerat unul dintre cele mai „importante cântece din secolul XX”. În versiunea lui West, acesta cântă despre experiențele cauzate de droguri și pericolele celebrității.

## Promovare și lansare
La 1 mai 2013, West a postat pe platforma Twitter mesajul „June Eighteen” (18 iunie), mai multe publicații media speculând că postarea se referă la data de lansare a albumului. La 17 mai, artistul a început promovarea albumului prin lansarea piesei „New Slaves”, prin proiecții video în 66 de locații selecte. Următoarea zi, West a apărut la emisiunea de noapte Saturday Night Live și a interpretat piesele „New Slaves” și „Black Skinhead”. Acesta a dezvăluit apoi coperta și titlul albumului, Yeezus, pe site-ul său oficial. Magazinul iTunes a făcut albumul disponibil pentru precomandă la 20 mai, fiind scos ulterior de pe magazin din motive necunoscute. La 29 mai, fondatorul brandului A.P.C., Jean Touitou, a dezvăluit o reclamă pentru album, prin care se anunța că albumul nu va fi disponibil pentru precomandă.
Vorbind despre stilul minimalist al albumului, West a declarat: „Cu albumul acesta, nu lansăm niciun single pentru radio. Nu avem campanie NBA, nimic de genul. Nu avem nici copertă. Doar am făcut niște muzică adevărată”.
În mai 2013, rapperul american J. Cole l-a numit pe West „unul dintre cei mai mari artiști ai generației noastre”, pe Twitter, postând apoi că albumul său, Born Sinner, se va lansa tot pe 18 iunie. Acesta a explicat de ce își lansează albumul o dată cu West într-un interviu: „Nu o să stau pur și simplu.... Am muncit prea mult ca să lansez albumul la o săptămână după ce Kanye West lansează un album [....]”. Următoarea lună, J. Cole a elaborat contextul, susținând că lansarea coincidentă a fost „pentru a face o declarație” și nu pentru vânzări. J. Cole a elaborat, recunoscând că nu poate „concura cu faima lui Kanye West și cu statutul pe care acesta l-a dobândit”, deși a declarat: „Pot spune că albumul meu e bun și voi decideți”. O referință lirică a lansării coincidente a albumelor este inclusă pe piesa „Forbidden Fruit” a lui J. Cole.
Ediția fizică a albumului a fost lansată într-o cutie transparentă, fără copertă, reflectând tonul minimalist. Cutia este decorată doar cu o bucată de bandă roșie, credite și cu codul de bare. Publicația The Source a semnalat asemănarea dintre cutia Yeezus și un concept din 2001 al formației engleze New Order. Într-un interviu cu Annie Mac, acordat BBC în 2016, West a explicat coperta albumului: „Întregul concept pentru albumul Yeezus este că nu vom folosi CD-uri în viitor și asta e ultima oară când îl folosim [....]”.

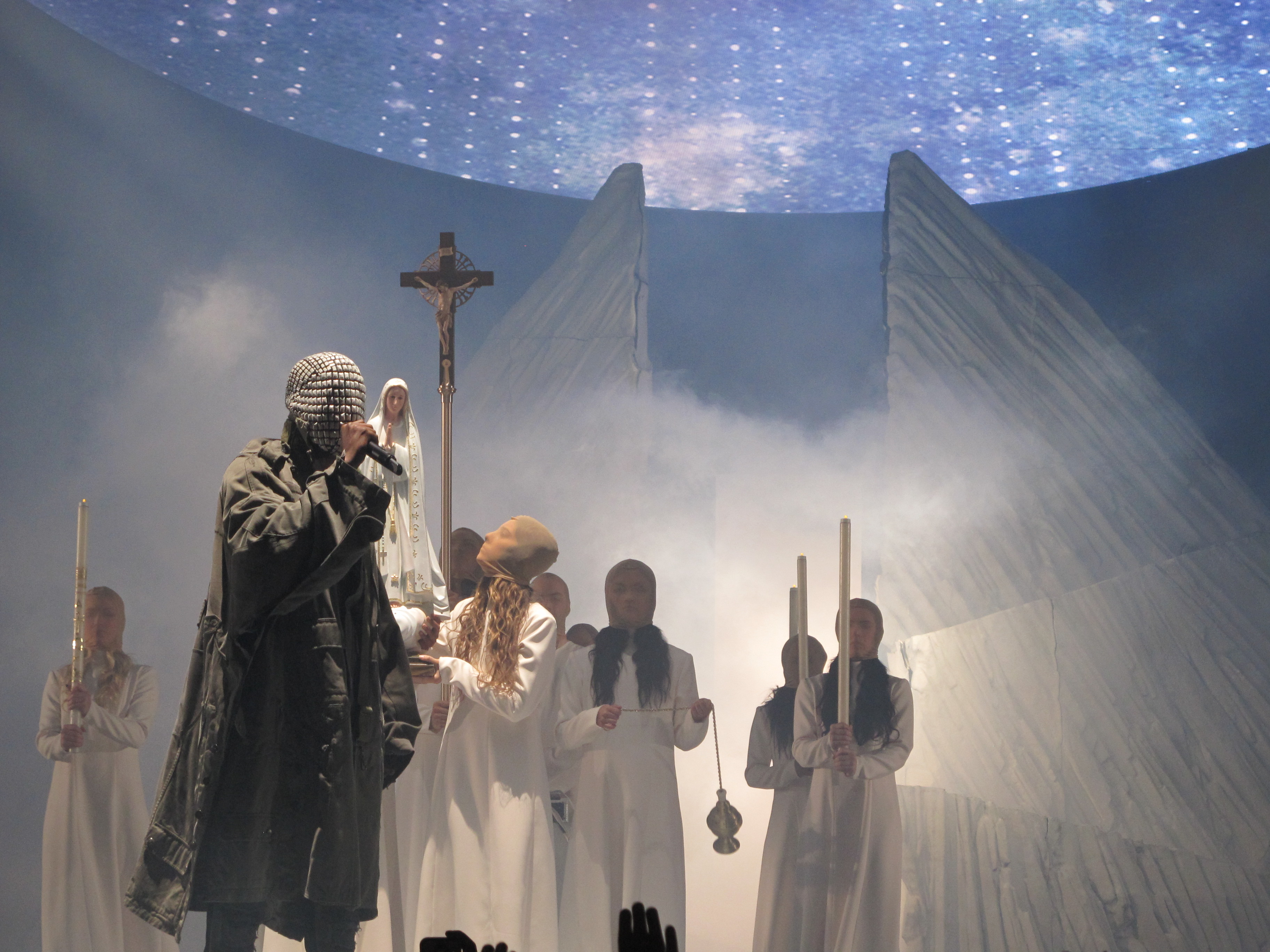
West concertând în noiembrie 2013 ca parte a turneului The Yeezus Tour.

Casa de discuri Def Jam a confirmat în iunie 2013 că piesa „Black Skinhead” va fi lansată ca primul single al albumului la 2 iulie și că un videoclip este în producție. Piesa a fost lansată oficial pentru radio în Regatul Unit la 19 iunie și a ajuns la numărul 69 în topul Billboard Hot 100 și numărul 34 în topul UK Singles Chart. În august 2013, a fost dezvăluit faptul că piesa „Bound 2” va fi al doilea single. Piesa include o parte vocală a cântărețului american de soul Charlie Wilson și încorporează numeroase fragmente în producție, inclusiv elemente din piesa „Bound” (1971), interpretată de grupul de soul Ponderosa Twins Plus One. Piesa „Bound 2” a fost apreciată de criticii de muzică, care au numit-o una dintre cele mai bune de pe album, comparând producția soul cu lucrările lui West de pe albumul său de debut, The College Dropout (2004). Piesa a urcat până pe poziția 55 în UK Singles Chart. În noiembrie 2013, producătorul Hudson Mohawke a dezvăluit că piesa „Blood on the Leaves” ar fi al treilea single de pe album, lucru anunțat și de West într-un interviu.
La 6 septembrie 2013, West a anunțat The Yeezus Tour, un turneu în America de Nord, care s-a desfășurat între 19 octombrie și 7 decembrie. Turneul a fost promovat ca fiind „primul turneu solo în 5 ani” și i-a inclus ca invitați pe Kendrick Lamar, Pusha T, A Tribe Called Quest, și Travis Scott. La 30 octombrie 2013, în drum spre Vancouver, echipamente pentru concert au fost distruse într-un accident rutier. Turneul s-a reluat la 16 noiembrie 2013, la Wells Fargo Center în Philadelphia. Concertele pierdute în Chicago și Detroit au fost reprogramate, însă celelalte concerte au fost anulate.

## Recepția critică
Albumul Yeezus a fost apreciat de critici. Pe Metacritic, albumul a primit scorul mediu 84, pe baza a 46 de recenzii.
Recenzând albumul pentru publicația The Guardian, criticul Alexis Petridis l-a descris drept „zgomotos, captivant [....]”, în timp ce Helen Brown de la The Daily Telegraph a susținut că este „cel mai captivant album” pe care îl ascultase în ultima vreme. Jon Dolan de la Rolling Stone l-a numit „briliant”, comparându-l cu albume precum In Utero de la Nirvana sau Kid A de la Radiohead. Criticul Ryan Dombal de la Pitchfork a susținut că albumul este „varianta agresivă” a celui de-al patrulea album al lui West, 808s & Heartbreak, concluzionând: „...coeziunea și îndrăzneala sunt la o primă pe Yeezus, probabil mai mult decât pe orice alt album al lui Kanye. Fiecare zgomot, schimbare de ritm sau vocaliză sunt la locul lor de-a lungul celor 40 de minute rapide ale albumului”. Randall Roberts de la Los Angeles Times a susținut că este cel mai ambițios proiect al lui West, iar Evan Rytlewski de la The A.V. Club a spus că: „Chiar după standardele unui artist care se reinventeză cu fiecare lansare, e o abatere drastică”.
Artistul rock Lou Reed a recenzat albumul Yeezus în iulie 2013, cu puțin timp înainte de moartea sa, descriindu-l drept  maiestuos și plin de inspirație. Acesta a spus: „El chiar încearcă să ridice ștacheta. Nimeni nu e aproape să facă ce face el, nu e nici măcar pe aceeași planetă”.
Unii critici și-au exprimat rezervările. În The New York Times, Jon Pareles a spus că inovația muzicală este compromisă de versuri lipsite de gust și însușirea unor lozinci ale drepturilor civile din anii 1960. În opinia lui Robert Christgau, combinația de sunete rock și hip hop de pe album este la fel de îndrăzneață ca muzica trupei Public Enemy din anii 1980, dar versurile lui West sunt neplăcute. În The Times, Will Hodgkinson a susținut că Yeezus putea fi capodopera lui West dacă acesta nu devenea „atât de plin de sine”.

### Premii

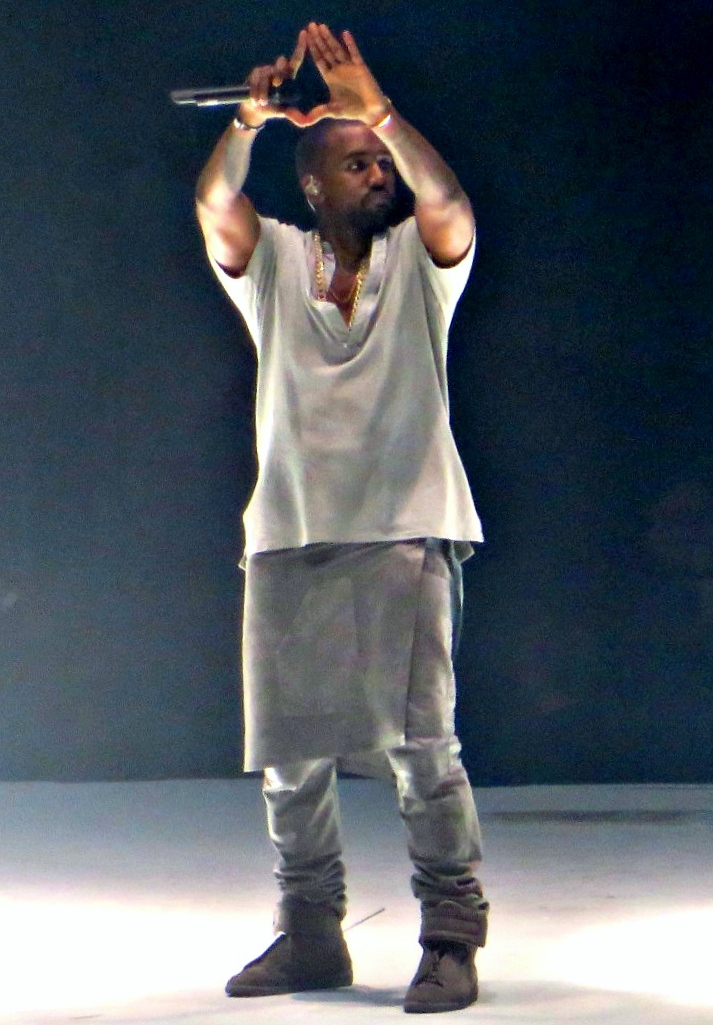
Albumul Yeezus a fost cel mai apreciat album de către critici în 2013. A ieșit pe primul loc în 18 liste și sondaje.

Pe baza a 146 de liste individuale de final de an, adunate de Metacritic, Yeezus a fost cel mai aclamat album din 2013, apărând pe 61 de liste, pe 18 din acestea fiind pe primul loc. În octombrie 2013, publicația Complex a numit Yeezus al șaselea cel mai bun album hip hop din ultimii cinci ani. The A.V. Club l-a numit cel mai bun album din 2013, spunând că „e magnific, și sună diferit”. Rolling Stone l-a numit al doilea cel mai bun album al anului, comparându-i conceptul cu albumul din 1975 al lui Lou Reed, Metal Machine Music: „Fără mirare că marele Lou Reed a îmbrățișat Yeezus, întrucât e practic conceptul Metal Machine Music, transpus în hip hop [....]”. Exclaim! l-a numit de asemenea cel mai bun album hip hop al anului. NME l-a numit al doilea cel mai bun album al anului și „cel mai provocator album din punct de vedere sonor” al lui Kanye West. Stereogum, Time și Complex au fost printre publicațiile care au numit Yeezus cel mai bun album din 2013.
Albumul a fost de asemenea nominalizat la două categorii la Premiile Grammy din 2014, inclusiv pentru Cel mai bun album rap și Cel mai bun cântec rap („New Slaves”). West a răspuns negativ acestui fapt, deoarece nu a primit mai multe nominalizări. Albumul a primit nominalizări pentru Cel mai bun album rap străin la Hungarian Music Awards, Albumul internațional al anului la Danish Music Awards și Cel mai bun album la premiile NME din 2014.
În ianuarie 2014, albumul a fost numit cel mai bun din 2013, de sondajul criticilor organizat de The Village Voice. West a obținut astfel al patrulea album care iese pe primul loc în sondaj, după albumele The College Dropout, Late Registration și My Beautiful Dark Twisted Fantasy în 2004, 2005 și respectiv 2010. În același sondaj, dar pentru cântece, piesele „Bound 2”, „New Slaves” și „Black Skinhead” au fost incluse în primele 10. În 2020, Rolling Stone a poziționat Yeezus pe locul 269 în Lista celor mai bune 500 de albume ale tuturor timpurilor.
| Publicație           | Regiune       | Premiu                                                           | An   | Locul ocupat | Referință |
| -------------------- | ------------- | ---------------------------------------------------------------- | ---- | ------------ | --------- |
| Exclaim!             | Canada        | Top 10 albume hip hop din 2013                                   | 2013 | 1            | [ 98 ]    |
| Now                  | Canada        | Top 10 albume din 2013                                           | 2013 | 1            | [ 99 ]    |
| Clash                | Regatul Unit  | Top albume din 2013                                              | 2013 | 3            | [ 100 ]   |
| Clash                | Regatul Unit  | Top 100 albume din existența Clash (2004-2014)                   | 2015 | 38           | [ 101 ]   |
| Crack Magazine       | Regatul Unit  | Top 100 albume ale deceniului (2010-2019)                        | 2019 | 14           | [ 102 ]   |
| Fact                 | Regatul Unit  | Cele mai bune 50 de albume din 2013                              | 2013 | 3            | [ 103 ]   |
| The Guardian         | Regatul Unit  | Cele mai bune albume din 2013                                    | 2013 | 1            | [ 104 ]   |
| The Guardian         | Regatul Unit  | Cele mai bune 100 de albume din secolul al XXI-lea               | 2019 | 18           | [ 105 ]   |
| NME                  | Regatul Unit  | Cele mai bune 50 de albume din 2013                              | 2013 | 2            | [ 85 ]    |
| The A.V. Club        | Statele Unite | Cele mai bune 23 de albume din 2013                              | 2013 | 1            | [ 82 ]    |
| Beats Per Minute     | Statele Unite | Top 130 de albume din 2013                                       | 2013 | 59           | [ 106 ]   |
| Billboard            | Statele Unite | Cele mai bune 15 albume din 2013                                 | 2013 | 2            | [ 107 ]   |
| Billboard            | Statele Unite | Cele mai bune 100 de albume ale anilor 2010: Alegerea editorilor | 2019 | 62           | [ 108 ]   |
| Cleveland.com        | Statele Unite | Cele mai bune 100 de albume ale anilor 2010                      | 2019 | 11           | [ 109 ]   |
| Complex              | Statele Unite | Cele mai bune 50 de albume din 2013                              | 2013 | 1            | [ 110 ]   |
| Consequence of Sound | Statele Unite | Top 50 albume din 2013                                           | 2013 | 1            | [ 111 ]   |
| Consequence of Sound | Statele Unite | Top 100 albume ale anilor 2010                                   | 2019 | 12           | [ 112 ]   |
| The Daily Beast      | Statele Unite | Cele mai bune 13 albume din 2013                                 | 2013 | 1            | [ 113 ]   |
| Entertainment Weekly | Statele Unite | Cele mai bune 10 albume din 2013                                 | 2013 | 1            | [ 114 ]   |
| MTV                  | Statele Unite | Cele mai bune din 2013                                           | 2013 | 1            | [ 115 ]   |
| New York             | Statele Unite | Cele mai bune albume pop ale anului                              | 2013 | 2            | [ 116 ]   |
| Paste                | Statele Unite | Cele mai bune 100 de albume ale anilor 2010                      | 2019 | 25           | [ 117 ]   |
| Pitchfork            | Statele Unite | Top 50 albume din 2013                                           | 2013 | 2            | [ 118 ]   |
| Pitchfork            | Statele Unite | Cele mai bune albume ale deceniului, de până acum (2010-2014)    | 2014 | 8            | [ 119 ]   |
| Pitchfork            | Statele Unite | Cele mai bune 200 de albume ale anilor 2010                      | 2019 | 15           | [ 120 ]   |
| Rolling Stone        | Statele Unite | Cele mai bune 50 de albume din 2013                              | 2013 | 2            | [ 83 ]    |
| Rolling Stone        | Statele Unite | Cele mai bune 100 de albume ale anilor 2010                      | 2019 | 13           | [ 121 ]   |
| Rolling Stone        | Statele Unite | Cele mai bune 500 de albume din toate timpurile                  | 2020 | 269          | [ 97 ]    |
| Slant Magazine       | Statele Unite | Cele mai bune 25 de albume din 2013                              | 2013 | 4            | [ 122 ]   |
| Slant Magazine       | Statele Unite | Cele mai bune 100 de albume ale anilor 2010                      | 2019 | 41           | [ 123 ]   |
| Stereogum            | Statele Unite | Cele mai bune 50 de albume din 2013                              | 2013 | 1            | [ 86 ]    |
| Stereogum            | Statele Unite | Cele mai bune 100 de albume ale anilor 2010                      | 2019 | 2            | [ 124 ]   |
| Time                 | Statele Unite | Top 10 albume din 2013                                           | 2013 | 1            | [ 125 ]   |
| Uproxx               | Statele Unite | Cele mai bune albume ale anilor 2010                             | 2019 | 14           | [ 126 ]   |
| The Village Voice    | Statele Unite | Sondajul criticilor Pazz & Jop din 2013                          | 2013 | 1            | [ 94 ]    |
| The Washington Post  | Statele Unite | Top 10 albume din 2013                                           | 2013 | 2            | [ 127 ]   |
| Way Too High         | Statele Unite | Cele mai 50 bune albume ale deceniului, de până acum             | 2015 | 1            | [ 128 ]   |

## Performanță comercială
Albumul a debutat pe primul loc în topul US Billboard 200 și a vândut 327.000 de unități în Statele Unite în prima săptămână. Albumul nu a reușit să atingă proiecția de 500.000 de vânzări, fiind cea mai slabă lansare comercială a lui West. Cu toate acestea, a reușit să aibă cele mai bune vânzări în prima săptămână pentru un album hip hop, de la albumul lui Drake din 2011, Take Care. Simultan, albumul Born Sinner a debutat pe locul doi în Billboard 200, fiind vândute 297.000 de unități, mai puțin cu 30.000 decât Yeezus. Vânzările din a doua săptămână au scăzut dramatic; deși a trecut pe locul trei în top, vânzările au scăzut cu 80%.
Keith Caulfield de la Billboard a atribuit vânzările scăzute lipsei de promovare. În aceeași săptămână, Born Sinner a rămas pe locul doi, vânzând mai multe unități decât Yeezus, iar următoarea săptămână a urcat pe locul unu. La 12 august 2013, Yeezus a primit discul de aur în SUA, din partea Recording Industry Association of America (RIAA), pentru vânzarea a peste 500.000 de unități. La 19 septembrie 2013, albumul vânduse 537.000 de unități, fiind depășit de Born Sinner cu 599.000. J. Cole a declarat că nu „trăiește pentru premii”: „Sunt interesat mai mult de muzică. Să o creez, să o lansez. Astea sunt cele mai bune sentimente”. Yeezus a primit discul de platină în SUA la 8 ianuarie 2014, pentru un milion de vânzări. În februarie 2016, albumul vânduse 750.000 de unități în Statele Unite.
În topul ARIA Albums Chart, Yeezus a debutat inițial pe locul doi, după ce a vândut 9500 de albume în prima săptămână. După o eroare care a cauzat renumărarea de vânzări, Yeezus a trecut pe locul unu. Yeezus a ajuns pe locul unu în Canadian Albums Chart, devenind al cincilea album al lui West care ajunge pe primul loc în Canada. În Regatul Unit, albumul a debutat pe primul loc în UK Albums Chart, primul album al lui West care ajunge pe acest loc după albumul Graduation în 2007. Următoarea săptămână, albumul a căzut pe locul șase în top.  
Yeezus a fost în vârful topurilor și în Danemarca, Noua Zeelandă și Rusia. Albumul a fost cel mai bine vândut album pe casetă în Statele Unite în 2017.

### Reacția publicului

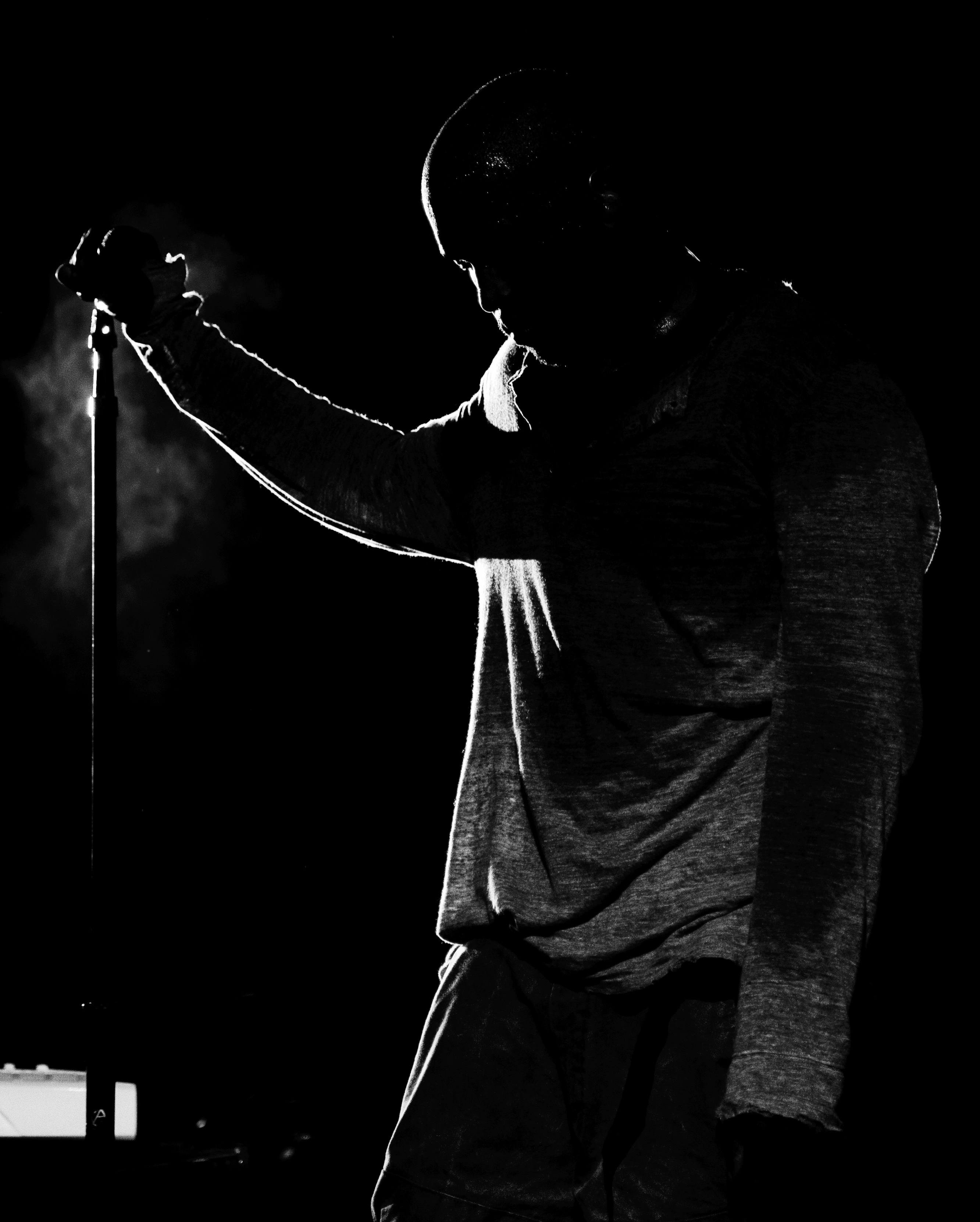
West la Governors Ball Music Festival, unde a interpretat public pentru prima dată mai multe piese de pe album.

Reacția publicului la album, inclusiv lipsa intenționată de promovare, și la sunetul agresiv, a fost mixtă.
Yeezus s-a numărat printre cele mai anticipate lansări din 2013 de către marile publicații, dar lipsa unui single pentru radio a fost văzută ca o mișcare riscantă. Cu toate acestea, stațiile radio au difuzat piese de pe album, deși a fost o abatere de la piesele difuzate de obicei. „Când ascult radioul, îmi dau seama că nu mai vreau să fiu acolo”, a declarat West la concertul Governor's Ball din 9 iunie 2013, unde a interpretat mai multe piese de pe album pentru prima dată. Rolling Stone a sumarizat răspunsul audienței: „Jumătate din mulțime s-a bucurat, și cealaltă jumătate nu”. Interviul din 11 iunie cu Jon Caramanica de la The New York Times, a avut reacții mixte, multe publicații satirizând declarațiile orgolioase ale lui West. În articol, West s-a comparat cu Steve Jobs, cofondatorul Apple și s-a referit la el însuși ca „nucleul întregii societăți”.
Unii critici au privit albumul ca fiind un „suicid muzical și comercial”, iar „fanii și-au arătat confuzia pe Twitter și Facebook”. Sasha Frere-Jones de la The New Yorker a sugerat că Yeezus poate fi preferat peste alte lucrări ale lui West în următoarele decenii, de către o nouă generație datorită „energiei” albumului. „Unul dintre cele mai fascinante aspecte ale lansării albumului este criza discursivă pe care a cauzat-o, produsă de o cultură care reacționează repede ciocnindu-se cu o operă de artă atât de confuză”, a scris cronicarul Jack Hamilton de la The Atlantic.
West a fost criticat de Asociațiile care privesc boala Parkinson din Regatul Unit și Statele Unite pentru versurile piesei din deschidere, „On Sight”.
Jay-Z a susținut că albumul a „divizat” audiența, deși a spus că „asta face arta adevărată” și că West „testează limitele genului” cu experimentarea sa.
West a susținut în octombrie 2015 că deși multe persoane consideră My Beautiful Dark Twisted Fantasy cel mai bun album al său, „Yeezus este, comparativ, mult mai bun”.

## Lista pieselor
| Lista pieselor de pe Yeezus |                       |                                                                                      |         |  |
| Nr.                         | Titlu                 | Producător(i)                                                                        | Lungime |  |
| 1.                          | „On Sight”            | West Daft Punk Dean Benji B                                                          | 2:36    |  |
| 2.                          | „Black Skinhead”      | West Daft Punk Gesaffelstein Brodinski Dean Lupe Fiasco Jack Donoghue Noah Goldstein | 3:08    |  |
| 3.                          | „I Am a God”          | West Dean Daft Punk Hudson Mohawke                                                   | 3:51    |  |
| 4.                          | „New Slaves”          | West Bronfman Dean Travis Scott Goldstein Shama Joseph Che Pope                      | 4:16    |  |
| 5.                          | „Hold My Liquor”      | Dean West Arca Goldstein                                                             | 5:26    |  |
| 6.                          | „I'm In It”           | West Evian Christ Dom Solo Goldstein Arca Dean                                       | 3:54    |  |
| 7.                          | „Blood on the Leaves” | West Hudson Mohawke Lunice Carlos Broady 88-Keys Dean Arca                           | 6:00    |  |
| 8.                          | „Guilt Trip”          | West Dean S1 Travis Scott Ackee Juice Rockers                                        | 4:03    |  |
| 9.                          | „Send It Up”          | West Daft Punk Gesaffelstein Brodinski Arca Dean                                     | 2:58    |  |
| 10.                         | „Bound 2”             | West Pope Eric Danchick Goldstein No I.D. Dean                                       | 3:49    |  |
| Lungime totală:             | Lungime totală:       | Lungime totală:                                                                      | 40:01   |  |